# マルクス・トイヴォネン
マルクス・トイヴォネン（Markus Toivonen、1979年 - ）は、フィンランドのヘヴィメタルミュージシャン。ファーストネームが英語読みでマーカスと書かれることもある。ヴァイキングメタルバンド、エンシフェルムの設立者の一人であり、現在在籍している唯一のオリジナルメンバーである。エンシフェルムは1995年に結成されているが、1998年の時点で、他の結成メンバーは脱退している。現在は同バンドのギタリスト。バッキング・ボーカルも担当している。スタジオアルバムにおいては、これら以外に、シャーマン・ドラムやバンジョーといった楽器も担当している。また、同バンドのメインコンポーザーで、エンシフェルムの全楽曲の9割の作曲を担当している。特に、クリーンボーカルによるバッキング・ボーカルに貢献しており、2004年にヤリ・マーエンパーが脱退してからは、新しいベーシストのサミ・ヒンカと共にバッキング・ボーカルで重要な役割を果たしている。ちなみにヤリ・マーエンパーが担当していたハッシュ・ボーカルとギターは、ノーサーのペトリ・リンドロスが後任となった。
エンシフェルムの他に、Speden Timantitというサイド・プロジェクトを立ち上げたり、ブラック/デスメタルバンド、Soulstreamのライヴにセッション参加したりしている。Soulstreamでは2002年のデモテープ『Demo 2002』にも参加したが、その後間もなく離脱している。
ちなみに、フィンランドのデスメタルバンド、Scent of Fleshに同姓同名のギタリストが在籍していたが、そちらのギタリストは全くの別人である。

## 使用機材
- Jackson SL2H Soloist with EMG pickups
- Crate Blue Voodoo 150w amp with a Mesa Dual Rectifier Cabinet

## ディスコグラフィー
エンシフェルム
エンシフェルム#ディスコグラフィを参照
Soulstream
- 2002年 Demo 2002 (Demo)

ゲスト参加
- 2012年 Wintersun - Time I (コーラスに参加)